# Atletisme als Jocs Olímpics d'estiu de 1904 - 800 metres homes

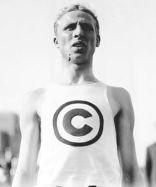
Jim Lightbody, vencedor dels 800 metres masculins dels Jocs Olímpics de Saint Louis de 1904.

La prova dels 800 metres masculins va ser una de les proves disputades durant els Jocs Olímpics de Saint Louis de 1904. La prova es va disputar l'1 de setembre de 1904 i hi van prendre part 13 atletes de tres nacions diferents.

## Medallistes
| Or            | Plata            | Bronze           |
| Jim Lightbody | Howard Valentine | Emil Breitkreutz |

## Rècords
Aquests eren els rècords del món i olímpic (en segons) que hi havia abans de la celebració dels Jocs Olímpics de 1904.
| Rècord del Món | 1' 53,4" (*)  | Charles Kilpatrick | Nova York (USA) | 21 de setembre de 1895 |
| Rècord Olímpic | 1' 59,0" (**) | David Hall         | París (FRA)     | 14 de juliol de 1900   |

(*) no oficial 880 iardes (= 804,68 m)
(**) Aquest rècord es va fer en un estadi amb una pista de 500 metres de circumferència.
Jim Lightbody va establir un nou rècord olímpic amb 1' 56,0".

## Resultats
Jim Lightbody va guanyar la cursa establint un nou rècord olímpic. Es desconeix el temps i la classificació exacta de bona part dels atletes que hi van prendre part.
| Posició | Atleta           | Temps       |
| ------- | ---------------- | ----------- |
| Or      | Jim Lightbody    | 1' 56,0" OR |
| Plata   | Howard Valentine | 1' 56,3"    |
| Bronze  | Emil Breitkreutz | 1' 56,4"    |
| 4       | George Underwood | 1' 56,5" +  |
| 5       | Johannes Runge   | 1' 57,1" +  |
| 6       | William Verner   | desconegut  |
| 7-13    | George Bonhag    | desconegut  |
| 7-13    | Harvey Cohn      | desconegut  |
| 7-13    | Peter Deer       | desconegut  |
| 7-13    | Lacey Hearn      | desconegut  |
| 7-13    | John J. Joyce    | desconegut  |
| 7-13    | John Peck        | desconegut  |
| 7-13    | Paul Pilgrim     | desconegut  |

+ aproximadament
OR:Rècord Olímpic